# Waldorf Music
Pour les articles homonymes, voir Waldorf.

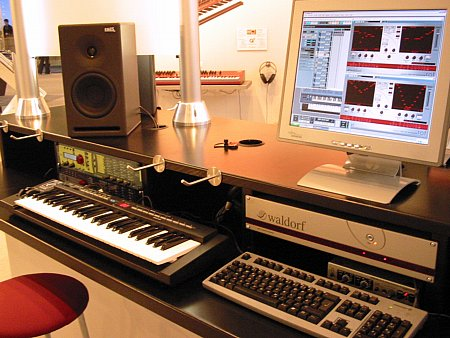
Claviers Waldorf à Frankfort en 2003.

Waldorf Music GmbH est une entreprise allemande créée en 2006 qui fabrique des synthétiseurs. Elle a succédé à l'entreprise Waldorf Electronics GmbH initialement créée en 1988 mais qui avait dû mettre fin à ses activités en 2004.

## Historique
L'histoire de Waldorf commence en 1988, lorsque Wolfgang Düren créée Waldorf Electronics GmbH. Auparavant, Wolfgang Düren avait été distributeur de la marque PPG (fabricant allemand de synthétiseurs entre 1975 et 1987).
C'est la ville où est implantée l'entreprise qui lui donne son nom : Waldorf (Rheinland-Pfalz). Elle est située non loin de Bonn, ancienne capitale de l'Allemagne de l'Ouest.
En 1989, Waldorf lance son premier synthétiseur, le Microwave, nom qui fait référence au concept de tables d'ondes qu'il utilise pour ses oscillateurs. C'est un concept repris de PPG, première entreprise à avoir développé cette technologie pour des oscillateurs avec le modèle Wavecomputer 360 lancé en 1980.
Waldorf connaitra le succès en introduisant plusieurs modèles de synthétiseurs basés sur le concept de tables d'ondes (le très réputé Wave ainsi que le Microwave II, et le Microwave XT), mais également d'autres modèles de synthétiseurs reprenant le modèle analogique virtuel (comme le Q et le MicroQ) et divers équipements électroniques pour la musique. Waldorf Electronics GmbH, confrontée à des difficultés financières, cesse ses activités en 2004.
Durant l'été 2006, une nouvelle entreprise Waldorf (Waldorf Music GmbH) est créée par d'anciens employés de Waldorf Electronics GmbH et relance la gamme des synthétiseurs Waldorf.

## Principaux synthétiseurs et produits

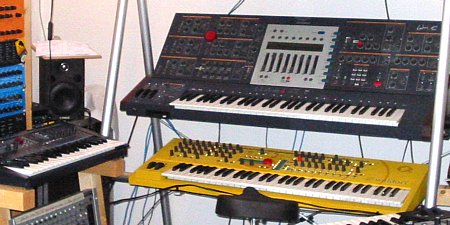
Waldorf Wave, Q jaune et micro Q keyb.

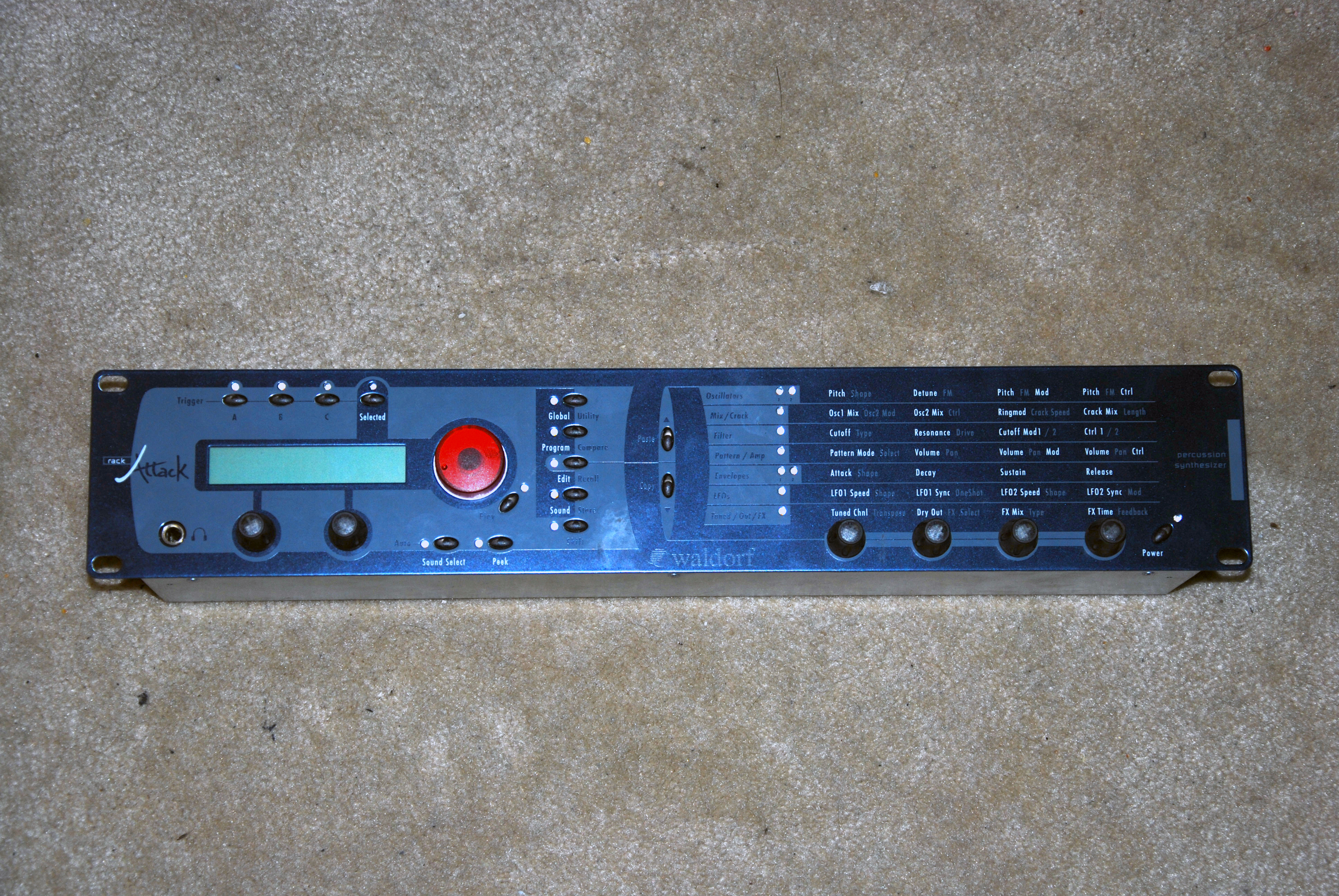
RackAttack (2002).

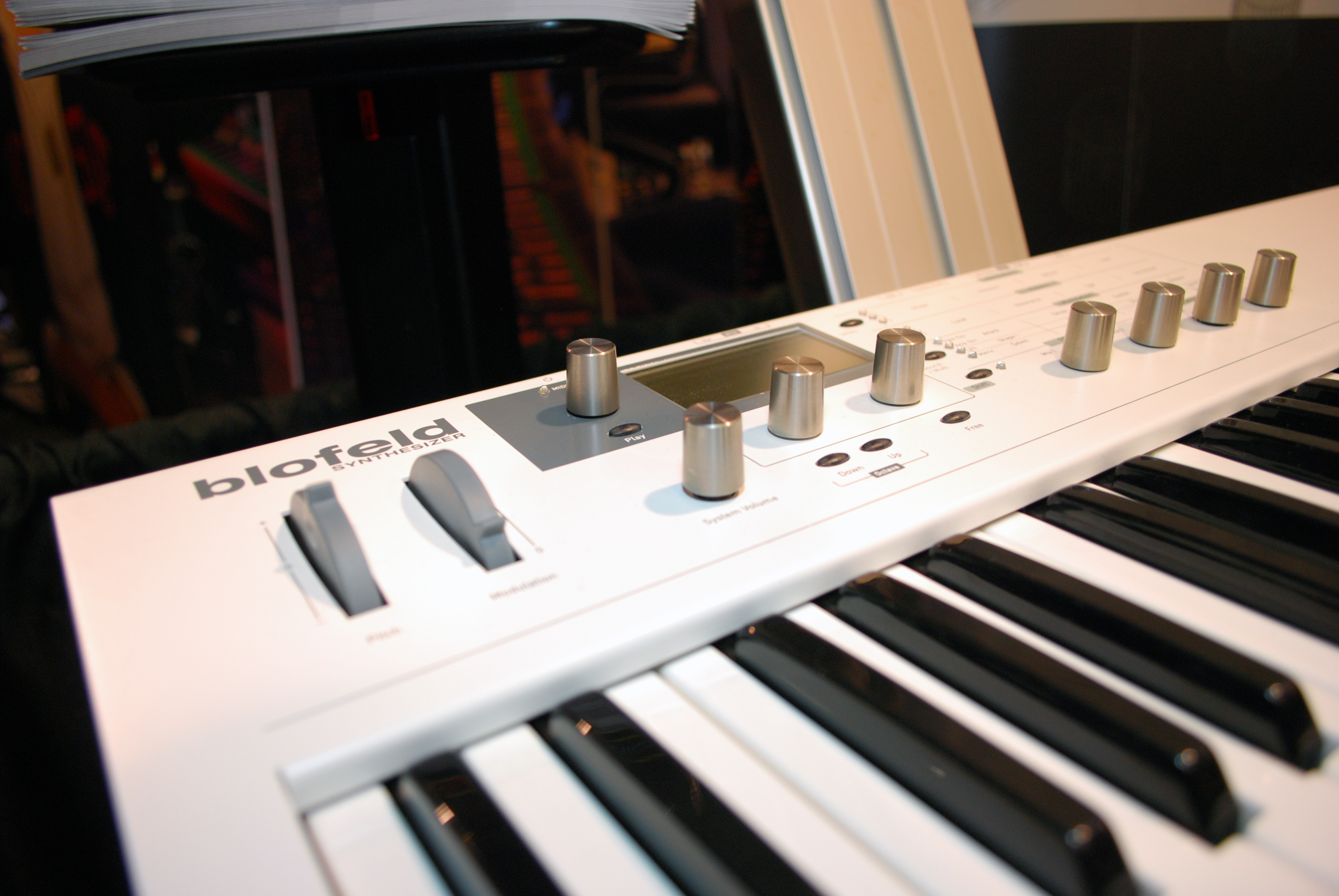
Waldorf Blofeld.

(décembre 2022).
- 1989 : Microwave[1] : ce synthétiseur se présente sous la forme d'un rack deux unités à l'interface très réduite. Il est polyphonique 8 notes, utilise le concept des tables d'ondes (initialement développé par PPG) et possède un filtre analogique basé sur des circuits Curtis. Cette caractéristique unique sur le marché et ses capacités de créations sonores en font immédiatement un instrument très apprécié.

- Rack Midi-Bay MB-15[2].

- 1993 : Wave : ce synthétiseur reprend l'architecture du Microwave et l'étend en lui ajoutant de nombreuses possibilités. C'est un instrument remarquable par ses caractéristiques, imposant par son panneau de contrôle et très rare. Il en existe plusieurs versions (polyphonique 16, 32 ou 48 notes, claviers de 61 ou 76 touches).

- 1994 : Microwave I rev 2.0 : il s'agit d'une mise à jour du modèle original Microwave qui en étend les capacités.

- 1995 : Pulse : c'est un synthétiseur analogique monophonique à l'architecture traditionnelle (VCO, VCF, VCA) qui se présente sous la forme d'un rack.

- 1997 : Microwave II : nouvelle version du modèle original Microwave complètement numérique (le filtre analogique a disparu). Il possède un panneau de commande plus élaboré, ce qui en facilite l'utilisation, une section d'effets numériques et une polyphonie de 10 notes.

- 1997 : Pulse+ : version améliorée du Pulse qui inclut une entrée audio pour traiter un signal externe ainsi qu'une interface CV/Gate.

- 1998 : Microwave XT : nouvelle extension du modèle Microwave possédant un panneau de commande désormais complet et de nouvelles caractéristiques.

- 1999 : Waldorf Q : synthétiseur spécialisé dans l'émulation des instruments électroniques analogique (Virtual Analog) disposant d'un clavier de 61 touches sensibles à la vélocité et à la pression, de 58 potentiomètres en façade, et d'un générateur sonore se décomposant 3 oscillateurs dont deux à tables d'ondes (possibilité de monter jusqu'à 5 oscillateurs par voix), 3 LFO, 4 enveloppes, 2 filtres multimodes (avec émulation du filtre PPG + filtres en peigne) et une matrice de modulation permettant une multitude de branchements virtuels et de modulations entre les différents modules.

- 1999 : Microwave XTk[3] : il reprend la totalité des caractéristiques du rack Microwave XT en lui ajoutant un clavier de 49 notes sensibles à la pression et à la vélocité.

- 1999 : Q rack : version rack du clavier Q avec un panneau de commande un peu simplifié.

- 2000 : MicroQ : c'est une version rack deux unités au panneau de commande compacte dont les possibilités sont très proches du Waldorf Q.

- 2001 : MicroQ Keyboard : version clavier du MicroQ (37 touches sensibles à la vélocité et à la pression).

- 2002 : RackAttack : c'est un rack deux unités spécialisé dans les sons de percussions.

- 2002 : Q+ : modèle en version rouge rubis possédant 100 voix de polyphonie et ajoutant, en plus des deux filtres multimodes du Q, de véritables filtres analogiques passe-bas réduisant alors la polyphonie à 16 voix. Le générateur de bruit ne se limite pas qu'au bruit blanc mais permet de glisser vers un bruit brun.

- 2006 : Nano : carte d'extension pour claviers de commande MIDI de la marque CME. Cette extension, qui prend place dans un logement du clavier CME, reprend les caractéristiques du MicroQ, propose 1 000 sons mais dispose seulement de quelques paramètres modifiables et aucune possibilité de les enregistrer.

- 2007 : réédition des modèles Q, Q+ et MicroQ (Phoenix édition).

- 2007 : Blofeld.

- 2008 : Blofeld keyboard.

- 2009 : Largo : synthétiseur logiciel.

- 2010 : PPG 3.V : remodelage de l'émulation du synthétiseur historique PPG.

- 2011 : Lector : vocodeur logiciel.

- 2012 : Pulse 2 : synthétiseur monophonique analogique.
- 2013 : Rocket : petit synthétiseur monophonique avec filtres analogiques
- 2013 : Nave : application sortie sur iOS
- 2014 : 2 Pole : module de filtre analogique
- 2014 : Streichfett : synthétiseur spécialisé dans l'émulation des Strings Machine
- 2015 : NW1 : module générateur pour synthétiseurs modulaires
- 2015 : Nave : application désormais portée sur PC et Mac
- 2016 : KB37 : un clavier + 3 modules tournés vers l'univers des modulaires selon la norme EuroRack
- 2017 : Quantum : synthétiseur polyphonique 8 voix doté de filtres analogiques et permettant de faire de la synthèse granulaire
- 2017 : VCF1 : module de filtre pour synthétiseurs modulaires
- 2018 : STVC : clavier basé sur le moteur de synthèse de cordes Streichfett et agrémenté d’un vocodeur comme le Roland VP-330
- 2019 : Kyra : synthétiseur à modélisation analogique
- 2020 : Red Rocket : synthétiseur hybride analogique/numérique
- 2020 : Iridium : équivalent du Quantum en rack mais avec 16 voix de polyphonie au lieu de 8 et des filtres uniquement numériques
- 2021 : Modèle M : synthétiseur hybride à tables d'ondes, reprenant les tables des anciens Microwave I et II, et comprenant un filtre passe-bas analogique 24dB/Octave avec saturation ainsi qu'un VCA analogique stéréo pour chaque voix
- 2022 : sortie de l’Iridium en version clavier
- 2023 : lancement du Quantum MKII qui comprend un clavier avec aftertouch polyphonique, une possibilité d'extension des 8 voix de filtres analogiques avec des voix de filtres numériques pour atteindre un total de 16 voix, une mémoire interne étendue à 59 Go pour les échantillons et 3,4 Go pour les presets et tables d’ondes. L'assemblage a été améliorée (critiques émises par certains utilisateurs du MKI qui ont rapporté des problèmes de fixation de l'écran)
- 2023 : Iridium Core : alternative économique des Iridium desktop et clavier. Mêmes moteurs sonores mais polyphonie limitée à 12 voix